# Rümikon
Rümikon es una comuna suiza del cantón de Argovia, situada en el distrito de Zurzach. Limita al norte con la comuna de Hohentengen am Hochrhein (DE-BW), al este con Fisibach, al sur con Wislikofen, y al oeste con Mellikon.

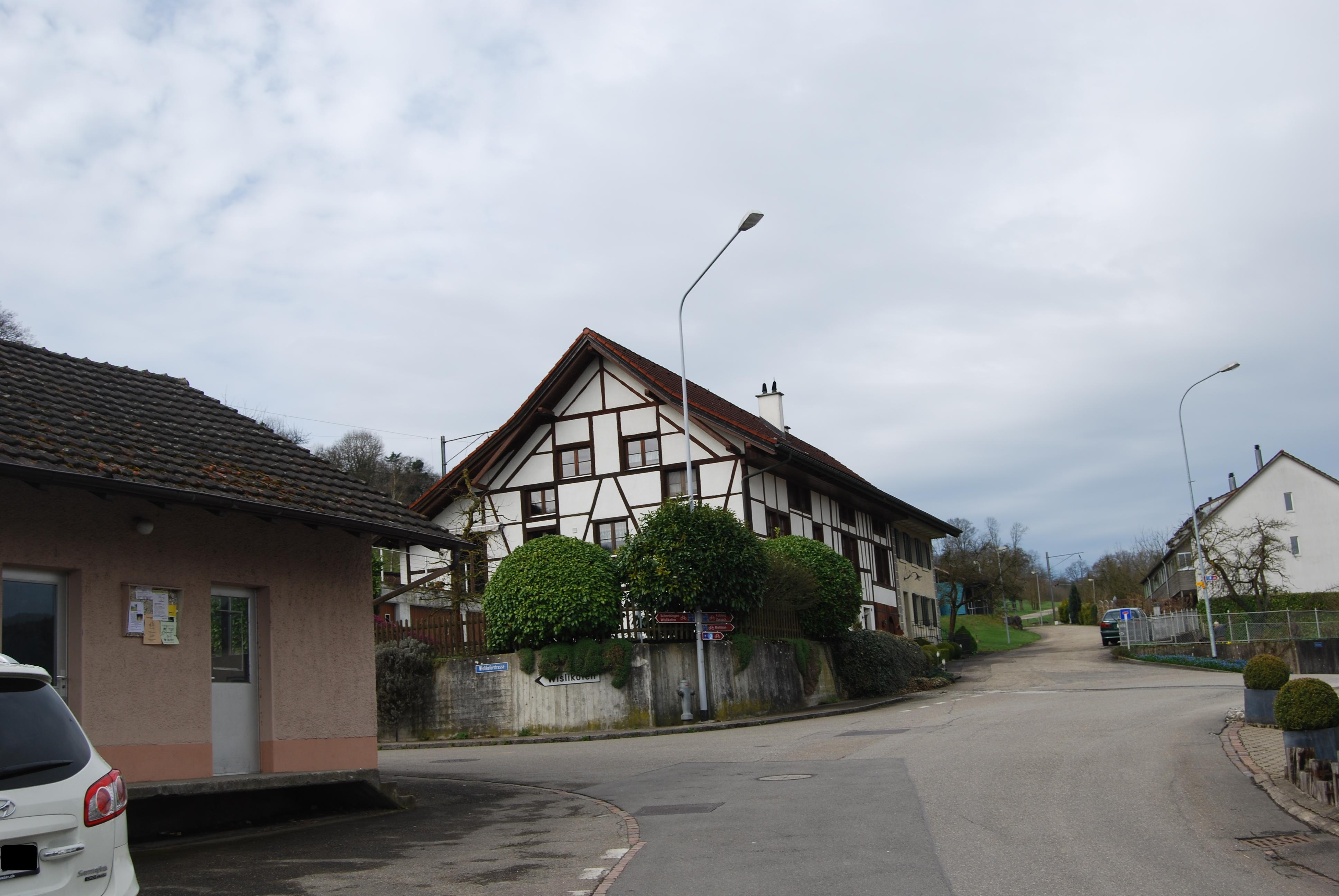
Rümikon